# Derecho marítimo
El Derecho marítimo,  es una rama del Derecho, conjunto de normas, principios y doctrinas de Derecho Público y Privado, que regulan las instituciones, los sujetos intervinientes, la actividad de la navegación marítima y todas las relaciones jurídicas que nacen, se modifican o extinguen del uso humano del medio marino.
Es un cuerpo normativo que rige los problemas que puedan surgir a raíz de las relaciones entre entidades, personas jurídicas o individuales tanto de Derecho Público como de Derecho privado dedicadas a actividades marítimas. El Derecho marítimo engloba al Derecho del mar, constituido por un cuerpo de normas de Derecho internacional que regula las relaciones jurídicas entre Estados y por otro lado al Derecho Marítimo Comercial o Derecho Internacional Marítimo, que en la actualidad tiene como principal fuente convencional a la Organización Marítima Internacional, OMI, al Comité Marítimo Internacional. CMI, entre sus principales organismos especializados.
El Derecho marítimo ha tenido una gran importancia histórica que se mantiene hasta nuestros días, habiendo sido una rama muy importante del Derecho mercantil y que empezó a cuestionar su autonomía de esta desde la emisión de las llamadas Ordenanzas de Colbert en Francia durante el siglo XVII.

## Historia
El transporte por mar ha sido una de las primeras vías de comercio, y las reglas para resolver disputas en este comercio marítimo entre países fueron desarrolladas tempranamente en la historia. Algunos de los códigos legales de esta época se incluyen en el Nomos Rhodion Nautikos del derecho bizantino, pero ningún ejemplar de fuente primaria ha logrado sobrevivir, aunque algunos de ellos son citados en textos legales de los códigos romano y bizantino, así como en los del Consulado del Mar y la Liga Hanseática. En la Italia meridional los Ordinamenta et consuetudo maris (1063) de Trani y las Tabulae amalphitanae (de la misma época) de Amalfi, estaban en vigor desde mucho tiempo atrás.
Poco a poco tanto la ley marítima que mantenía Inglaterra en sus fronteras como la islámica eran similares a esos códigos bizantinos y romanos que aludían a las leyes que se tenían en cuenta para comerciar internacionalmente entre los países. Poco a poco se fueron introduciendo en cada uno estos. 
Bracton señaló además que la ley del almirantazgo también se usó como una alternativa al derecho consuetudinario en Inglaterra normanda, que anteriormente requería la sumisión voluntaria a él mediante la presentación de un juicio de apelación de la corte.
La ley islámica también hizo importantes contribuciones a las leyes marítimas internacionales, apartándose de las anteriores leyes marítimas romanas y bizantinas de varias maneras. Esto incluía a los marineros musulmanes que recibían un salario fijo "por adelantado", entendiendo que debían dinero en caso de deserción o malversación, de acuerdo con las convenciones islámicas en las que los contratos deberían especificar "una cuota conocida por una duración conocida". Por el contrario, los marineros romanos y bizantinos eran "partes interesadas en una empresa marítima, ya que el capitán y la tripulación, con pocas excepciones, recibían divisiones proporcionales de la ganancia de una empresa marítima, con cuotas asignadas sólo después de una conclusión exitosa del viaje". Los juristas musulmanes también distinguían entre "la navegación costera o el cabotaje" y los viajes en alta mar, y obligaban a los cargadores a pagar el flete en la mayoría de los casos, salvo la incautación tanto de un buque como de su carga. La ley islámica "se apartó del Digesto de Justiniano y el Nomos Rhodion Nautikos en la condena de desalojo de esclavos", y el Qirad islámico fue un precursor de la sociedad europea de commenda limitada. La "influencia islámica en el desarrollo de un derecho internacional del mar" se puede discernir junto con la de la influencia romana.
Por ejemplo en Inglaterra estas leyes fueron introducidas por la reina francesa Leonor de Aquitania mientras estaba siendo la regente de su hijo el rey Ricardo I de Inglaterra. Antes de introducir las leyes marítimas en todo el país lo hizo en la isla de Oleron. aprendió a introducirlas en la cruzada que hubo en el este del mar mediterráneo durante el reinado de su marido Luis VII de Francia. En Inglaterra los que se encargaban de los asuntos marítimos eran los tribunales de justicia. Estos tribunales no se basaban en la ley común sino en la ley civil del país. 
Los tribunales de derecho marítimo fueron un elemento importante en el comienzo de la revolución Norteamericana. Un ejemplo puede ser la frase de la declaración de independencia "For depriving us in many cases, of the benefits of Trial by Jury” que hace referencia a la práctica del parlamento británico que otorgaba a los tribunales marítimos la jurisdicción para hacer cumplir la ley del Timbre (Stamp Act) en las colonias americanas. Como la ley del Timbre no tenía el apoyo popular, esta no era convincente para que se respetara y por lo tanto, los tribunales marítimos no garantizaban un juicio, fue por eso por lo que la corona podía condenar a los colonos de infringir la ley del Timbre.
Las leyes marítimas comenzaron a formar parte de la ley de los Estados Unidos, ya que fueron introducidas gradualmente a través de casos marítimos surgidos después de la adopción de la Constitución de los Estados Unidos en 1789. Muchos de los abogados americanos más prestigiosos de la revolución americana eran abogados de derecho marítimo en sus vidas privadas. Algunos de ellos fueron Alexander Hamilton en Nueva York y John Adams en Massachusetts.
En 1787, John Adams, que entonces era embajador en Francia, escribió a James Madison proponiendo que la Constitución de los Estados Unidos, entonces bajo consideración de los Estados, fuera enmendada para incluir "juicio por jurado en todos los asuntos de hecho que sean juzgados por las leyes de la tierra [en contraposición a las leyes marítimas] y no por las leyes de las naciones [es decir, no por la ley del almirantazgo]". El resultado fue la Séptima Enmienda a la Constitución de los Estados Unidos. Alexander Hamilton y John Adams eran abogados de derecho marítimo y Adams representó a John Hancock en un caso de almirantazgo en la Boston colonial que implicaba el apresamiento de uno de los barcos de Hancock por violaciones de regulaciones aduaneras. En la era más moderna, el juez de la Corte Suprema Oliver Wendell Holmes era abogado de derecho marítimo antes de ascender al alto tribunal.

## Características
Mantenimiento y cura
La doctrina de mantenimiento y cura está vinculada al artículo VI del “Rolls of Oléron” promulgada aprox el 1160 AD. La obligación de “curar” requiere un responsable que aporte mantenimiento médico hasta que el navegante alcance “el máximo de cura médica” este concepto es más extenso que el de “máxima mejoría médica” 
La obligación de “curar” al marinero incluye la obligación de proporcionar medicamentos y tratamiento médico, para mejorar su funcionamiento, incluso cuando no mejoran sus condiciones actuales.
Estos pueden incluir tratamientos que solamente le proporcionen seguir trabajando bien. Algunos ejemplos comunes son los implantes de prótesis, sillas de ruedas y medicamentos para el dolor.
La obligación de “mantenimiento” requiere al dueño del barco proporcionarle al marinero sus necesidades básicas para vivir mientras esté convaleciente. Una vez el navegante esté listo para trabajar, se espera que esté en condiciones de mantenerse a sí mismo. Por consiguiente, el marinero puede perder su derecho de mantenimiento, mientras la obligación de proporcionar curas esté ya en marcha.
Derechos aduaneros e hipotecas marítimas
Aquellos bancos que prestan dinero para la compra de barcos, vendedores que proporcionan materiales necesarios para los barcos como combustible y tiendas, marineros con salarios debidos y otros muchos, tiene derechos aduaneros contra el barco para garantizar el pago. Para hacer cumplir el gravamen, el barco debe ser detenido. 
Salvamento y recuperación de tesoros
Cuando se pierde una propiedad en el mar y es rescatada por otra persona, dicho salvador tiene derecho a reclamar una recompensa de salvamento a la propiedad. Sin embargo, no hay por “salvamento de vidas”. Todo marinero tiene la obligación de salvar la vida de otros sin esperar una recompensa a cambio. Por tanto, la ley de salvamento solo incluye el salvamento de propiedades.
Hay dos tipos de salvamentos: salvamento de contrato y salvamento puro, muchas veces referido al salvamento con mérito. En el salvamento de contrato, el propietario y el salvador comienzan a redactar el contrato de dicho salvamento, en el que se acuerda el precio con el que se va a ser recompensado. 
En cuanto al salvamento puro, no hay contrato entre ambas partes, sino que la relación de estos esta implicada por la ley. El salvador de la propiedad bajo el salvamento puro, debe presentar dicho rescate ante el tribunal, que será quien decida la recompensa que este debe tener.
Dentro del salvamento puro se distingue entre “alto orden” y “bajo orden”. En el caso del alto orden el rescatador se arriesga a él mismo y a su tripulación a acabar con daños y al daño de su equipo para rescatar al barco afectado. Un ejemplo de este sería el rescate de una tripulación en malas condiciones atmosféricas, abordar un barco incendiado o sacar a una tripulación cuyo barco está  casi hundido. Sin embargo se reconoce como bajo orden cuando el rescatador se expone a muy poco riesgo o ninguno personal. Ejemplos de este incluye rescates en mares calmados,  sacar buques estancados etc. 
Aquellos que se dedican al alto orden reciben recompensas mayores que a los de bajo orden. 
En  el caso de no haber ningún rescate, no habrá recompensa alguna. Otros factores que deben considerarse son las habilidades del rescatador, el peligro al que está expuesto, el  valor de lo que tiene que ser rescatado y el valor de los que se va a utilizar para ello, la cantidad de tiempo y de dinero gastado en el rescate etc.
El mérito de la recompensa del rescate rara vez supera el 50 por ciento de la propiedad rescatada. La excepción de esa regla es  cuando se precisa un rescate de tesoros. Porque normalmente, esos rescates se tratan de tesoros que llevan en las profundidades cientos de años, y cuyo propietario (de herencia) continúa teniendo un interés por el, el rescatador o buscador generalmente obtiene la mayoría del valor de la propiedad. Mientras tanto,los buques de la armada española (como Nuestra Señora de Atocha en los cayos de Florida) son los tipos de tesoros más deseados de rescatar, algunos otros incluyen submarinos alemanes de la Segunda Guerra Mundial, que contiene gran valor histórico. Algunos de la guerra civil americana. Estos rescates son de los más prestigiosos y a de los que más beneficios se puede obtener pero son altamente especulativos los lugares y realmente caros.

## Convenciones internacionales
Antes de mediados de la década de 1970, la mayoría de las convenciones internacionales sobre comercio y comercio marítimo se originaron en una organización privada de abogados marítimos conocida como el Comité Marítimo Internacional (Comité Marítimo Internacional o CMI). Fundada en 1897, el CMI (Cuadro de Mando Integral) fue responsable de la redacción de numerosas convenciones internacionales, incluidas las Reglas de La Haya (Convención Internacional sobre Conocimientos de Embarque), las Enmiendas de Visby (que modifican las Reglas de La Haya), la Convención de Salvamento y muchas otras. Si bien el CMI continúa funcionando con carácter consultivo, muchas de sus funciones han sido asumidas por la Organización Marítima Internacional, establecida por las Naciones Unidas en 1958, pero que no se hizo efectiva hasta aproximadamente 1974.
La Organización Marítima Internacional (IMO) ha preparado numerosas convenios internacionales relativos a la seguridad marítima, incluidos el Convenio Internacional para la Seguridad de la Vida Humana en el Mar (SOLAS) las normas para la formación, la Certificación y el Mantenimiento de la Guardia (STCW), el Reglamento Internacional para prevenir Colisiones en el Mar (COLREGS), Reglamento de Contaminación Marítima (MARPOL), Convenio Internacional de Aeronáutica y Búsqueda Marítima y Rescate (IAMSAR) y otros. La Convención de las Naciones Unidas sobre el Derecho del Mar (UNCLOS) definió un tratado sobre la protección del medio marino y varios límites marítimos. Las restricciones a la pesca internacional como la Convención internacional para la regulación de la caza de ballenas también forman parte del conjunto de convenciones en aguas internacionales. Otros convenios comerciales incluyen la Convención internacional relativa a la limitación de la responsabilidad de los propietarios de buques marítimos, Bruselas, 10 de octubre de 1957 y Convención internacional para contenedores seguros.
Una vez adoptadas, las convenciones internacionales son aplicadas por las naciones individuales que son signatarias, ya sea a través de sus Guardias Costeros locales o a través de sus tribunales.

## La piratería
Los buques comerciales que pasan por áreas de alta actividad de piratería como por ejemplo el golfo de Adén, la costa de Somalia, el sur del mar Rojo y el estrecho de Mandeb, se les advierte implantar altas medidas de autoprotección.

## Países individuales
Los sistemas legales de derecho común de los Estados Unidos y Gran Bretaña están en contraste con los sistemas legales de derecho civil que prevalecen en Europa continental y que se remontan a la antigua ley romana. En Inglaterra, sin embargo, los tribunales de almirantazgo estaban separados de los tribunales de derecho común, y en general siguen los principios de la ley civil.
La mayoría de los países de common law (incluidos Pakistán, Singapur, India y muchos otros países de la Commonwealth of Nations) siguen el estatuto y la jurisprudencia inglesa. La India todavía sigue muchos estatutos británicos de la época victoriana, como la Ley del Tribunal del Almirantazgo de 1861 [24 Vict. C 10]. Mientras que Pakistán ahora tiene su propio estatuto, la Ordenanza del Ministerio de Marina de la Orden de los Tribunales Superiores, 1980 (Ordenanza XLII de 1980), también sigue la jurisprudencia inglesa. Una razón para esto es que la Ordenanza de 1980 se basa en parte, en la antigua ley inglesa de Almirantazgo, es decir, la Ley de Administración de Justicia de 1956. El estatuto actual que se ocupa de la jurisdicción del Almirantazgo de la Corte Suprema de Inglaterra y Gales es la Ley Suprema de Justicia de 1981, ss. 20-24, 37. Las disposiciones de esas secciones están, a su vez, basadas en la Convención Internacional de Arresto de 1952. Otros países que no siguen el estatuto y la jurisprudencia inglesa, como Panamá, también han establecido tribunales marítimos que deciden qué casos internacionales escoger regularmente.
Canadá
La jurisdicción canadiense en el área de "Navegación y envío" se otorga al Parlamento de Canadá en virtud de s. 91 (10) de la Ley de Constitución, 1867.
Canadá ha adoptado una definición expansiva de su ley marítima, que va más allá de la ley tradicional del Almirantazgo. La jurisdicción original del Almirantazgo inglés se llamó "mojada", ya que se preocupaba por las cosas hechas en el mar, incluidas las colisiones, el salvataje y el trabajo de los marinos, y los contratos y agravios realizados en el mar. La legislación canadiense ha agregado la jurisdicción "seca" a este campo, que incluye asuntos tales como:
Estiba
Seguridad marítima
Almacenamiento y servicios de seguridad
Contratos de agencia y contratos de transporte.
La jurisdicción canadiense se consolidó originalmente en 1891, con posteriores expansiones en 1934 tras la aprobación del Estatuto de Westminster de 1931, y en 1971 con la extensión a asuntos "secos" [9].
La jurisprudencia reciente en la Corte Suprema de Canadá ha tendido a expandir el poder de la ley marítima, anulando así las leyes provinciales previas basadas en el poder de las provincias sobre la propiedad y los derechos civiles.
Derecho marítimo en España
El 24 de julio de 2014 el rey Felipe VI sanciónó la Ley de Navegación Marítima (Ley 14/2014) que sustituyó el libro III del Código de comercio de 1885. Esta nueva Ley, trata de aunar en un solo texto toda la normativa aplicable en términos marítimos. Además, y haciendo uso de la técnica del automatismo, en todo aquello que no esté contemplado, este texto se remite a los Convenios vigentes.

## Tiempos de guerra
El Derecho marítimo internacional convenido entre todas las naciones civilizadas regula el ejercicio del bloqueo marítimo en tiempo de guerra. Una nación en lucha con otra tiene derecho a evitar, siempre que pueda, que esta otra se abastezca por vía marítima impidiendo el tránsito por la mar de sus buques de comercio y de las mercancías a ellas consignadas que naveguen a bordo de buques neutrales, pero, a fin de humanizar la guerra, la acción de los corsarios está taxativamente regulada en el ejercicio de lo que se llama derecho de visita.